# كأس ولي العهد 2003–04
أقيمت بطولة كأس ولي العهد الحادية عشر في موسم 2003/2004، وقد فاز بلقبها نادي القادسية الكويتي للمرة الثالثة في تاريخه والثانية في آخر ثلاثة مواسم. و قد أقيمت البطولة بنظام خروج المهزوم.
أقيمت البطولة بنظام الكأس، وقد تأهل من الدور التمهيدي نادي الصليبيخات ونادي الشباب الكويتي ونادي السالمية ونادي العربي الكويتي ونادي كاظمة ونادي الساحل الكويتي.
و في الدور الربع نهائي، فاز نادي الكويت على نادي الصليبيخات 5-0، وفاز نادي السالمية على نادي الشباب الكويتي 1-0، وفاز نادي القادسية الكويتي على نادي العربي الكويتي 2-0، وفاز نادي كاظمة على نادي الساحل الكويتي 2-1.
و في دور الأربعة، فاز نادي الكويت على نادي السالمية 4-2 بركلات الجزاء الترجيحية، وفاز نادي القادسية الكويتي على نادي كاظمة بهدف مقابل لاشيء.
و في مباراة تحديد المركزين الثالث والرابع بين نادي السالمية ونادي كاظمة، فاز نادي كاظمة بهدف مقابل لاشيء.
و في يوم الأثنين 8 مارس 2004 وفي المباراة النهائية بين نادي القادسية الكويتي ونادي الكويت، وقد فاز نادي القادسية الكويتي 2-1 وقد سجل هدفي نادي القادسية الكويتي بدر المطوع وغلاوسيو كارفاليو وسجل هدف نادي الكويت المهاجم عبد الله نهار، وقد كان مدرب نادي القادسية الكويتي محمد إبراهيم.

## الدور التمهيدي
- نادي التضامن الكويتي × نادي السالمية (2:1)
- نادي خيطان × نادي الشباب الكويتي (9:8) بضربات الجزاء الترجيحية
- نادي الصليبيخات × نادي الجهراء (3:4)
- نادي كاظمة × نادي اليرموك (0:2)
- نادي الساحل الكويتي × نادي الفحيحيل (0:2)
- نادي العربي الكويتي × نادي النصر الكويتي (0:5)

## الدور الربع نهائي
- نادي السالمية × نادي الشباب الكويتي (0:1)
- نادي الكويت × نادي الصليبيخات (0:5)
- نادي كاظمة × نادي الساحل الكويتي (1:2)
- نادي القادسية الكويتي × نادي العربي الكويتي (0:2)

## الدور النصف نهائي
- نادي الكويت × نادي السالمية (2:4) بضربات الجزاء الترجيحية
- نادي القادسية الكويتي × نادي كاظمة (0:1)

## مباراة تحديد المركزين الثالث والرابع
- نادي السالمية × نادي كاظمة (1:0)

## النهائي
- نادي القادسية الكويتي × نادي الكويت (1:2)

سجل أهداف القادسية : بدر المطوع وغلاوسيو كارفاليو
سجل هدف الكويت : عبد الله نهار